# ميلوس باجيتش
ميلوس باجيتش (بالصربية: Милош Бајић)‏ هو لاعب كرة قدم صربي في مركز الهجوم، ولد في 27 أبريل 1994 في بانيا لوكا في البوسنة والهرسك. لعب مع ملادوست لوتشاني ونابريداك كروشيفاتس ونادي أو إف كيه بيوغراد.

## وصلات خارجية
- ميلوس باجيتش على موقع قاعدة بيانات كرة القدم.إي يو (الإنجليزية)
- ميلوس باجيتش على موقع Soccerway.com (الإنجليزية)